# 承徳駅
承徳駅（しょうとくえき）は中華人民共和国河北省承徳市双橋区にある、中国鉄路総公司（CR）の駅である。北京鉄路局所属の一等駅に設定されている。

## 概要
1936年に日本軍の手により錦古線（錦州 - 承徳 - 古北口）の駅として開業した。1938年には錦古線が全線開業するも、第二次世界大戦終了後に日本の国策会社であった華北交通が消滅すると共に古北口駅 - 承徳駅間が一旦廃止された。同区間は中華人民共和国成立後の1960年に新線に切り替えの上で京承線として再開業した。駅の正面両脇にはかつて承徳西大街熱河考棚門前にあった石獅子が設置されている。

## 乗り入れ路線
京承線・承隆線・錦承線の3路線が乗り入れている。京承線と錦承線は当駅から上板城駅まで線路を共有する。

## 駅周辺
- 中国農業銀行承徳市橋東支店
- 7天連鎖酒店承徳駅店
- 鉄道旅社
- 承鉄旅館
- 承徳承市之光日租公寓火車站店
- 聖都快捷酒店
- 如家快捷酒店承徳駅店
- 承徳銀行鉄路支店
- 新風賓館
- 承徳市橋東派出所
- 漢庭酒店承徳駅店
- 静居旅館
- 承徳第十六中学
- 承徳都市婦科医院
- 橋東小学
- 双橋区地税局第七分局橋東庁
- 北京鉄路局車輌系統職工培訓基地
- 武烈河

## 隣の駅
中国鉄路総公司
京承線
承徳東駅 - 承徳駅
承隆線
承徳駅 - 双峰寺駅
錦承線
承徳東駅 - 承徳駅